# Baruch Lumet
Baruch Lumet, nato Burech (Varsavia, 16 settembre 1898 – 8 febbraio 1992), è stato un attore, direttore artistico e docente polacco naturalizzato statunitense.

## Biografia
Ebreo polacco, è stato uno dei massimi rappresentanti del Teatro Yiddish, in compagnia della moglie Eugenia Wermus. Nato nella Polonia facente parte dell'Impero russo, si trasferisce con la moglie nel 1922 negli Stati Uniti, dove nel 1924 nasce il figlio Sidney.
Dal 1953 al 1960 ha ricoperto il ruolo di direttore artistico del Knox Street Theater di Dallas, insegnando recitazione. Tra i suoi studenti, Jayne Mansfield e Tobe Hooper.

## Filmografia parziale

### Cinema
- Quartiere maledetto (...One Third of a Nation...), regia di Dudley Murphy (1939)
- The Killer Shrews - Toporagni assassini (The Killer Shrews), regia di Ray Kellogg (1959)
- L'uomo del banco dei pegni (The Pawnbroker), regia di Sidney Lumet (1964)
- Il gruppo (The Group), regia di Sidney Lumet (1966)
- Tutto quello che avreste voluto sapere sul sesso* *ma non avete mai osato chiedere (Everything You Always Wanted to Know About Sex* *but Were Afraid to Ask), regia di Woody Allen (1972)
- Party selvaggio (The Wild Party), regia di James Ivory (1975)

### Televisione
- Michael Shayne – serie TV episodio 1x13 (1960)
- I detectives (Detectives) – serie TV, episodi 2x15-2x24 (1961)
- The Lawless Years – serie TV episodio 3x03 (1961)
- Slattery's People – serie TV episodio 1x04 (1964)
- Ben Casey – serie TV, episodio 4x15 (1965)